# Charita Litoměřice
Charita Litoměřice (dříve Farní charita Litoměřice) je nezisková humanitární organizace se sídlem v Litoměřicích, církevní právnická osoba, součást římskokatolické církve. Byla založena 1. srpna 2010 litoměřickým biskupem. Je součástí Charity Česká republika a přímo řízena Diecézní charitou v Litoměřicích. V roce 2021 došlo ke zjednodušení původního názvu odebráním jednoho slova.
Posláním je v souladu s křesťanskými hodnotami římskokatolické církve, pomáhat bližním bez ohledu na jejich příslušnost k rase, národnosti či náboženství.

## Ředitelé
- do 31. 7. 2024 Mgr. Karolína Wankovská, DiS.
- od 1. 8. 2024 Mgr. Petra Smetanová[3][4]

## Střediska
Charita Litoměřice provozuje pět středisek, ve kterých jsou poskytovány sociální služby různým cílovým skupinám:
| 1. | Domov na Dómském pahorku                         | Zahradnická 1534/4, 412 01 Litoměřice        | 50°32′2″ s. š., 14°7′32″ v. d.  |
| 2. | Charitní domov sv. Zdislava                      | Dominikánské náměstí 92/1, 412 01 Litoměřice | 50°32′6″ s. š., 14°8′2″ v. d.   |
| 3. | Charitní ošetřovatelská služba (CHOS)            | Kosmonautů 2020/14, 412 01 Litoměřice        | 50°32′23″ s. š., 14°7′29″ v. d. |
| 4. | Pečovatelská služba (PS)                         | Švermova 2099/16, 412 01 Litoměřice          | 50°32′4″ s. š., 14°7′30″ v. d.  |
| 5. | Středisko sociální prevence a humanitární pomoci | Marie Pomocné 48, 412 01 Litoměřice          | 50°32′1″ s. š., 14°8′43″ v. d.  |
|    |                                                  |                                              |                                 |